# Усе або нічого

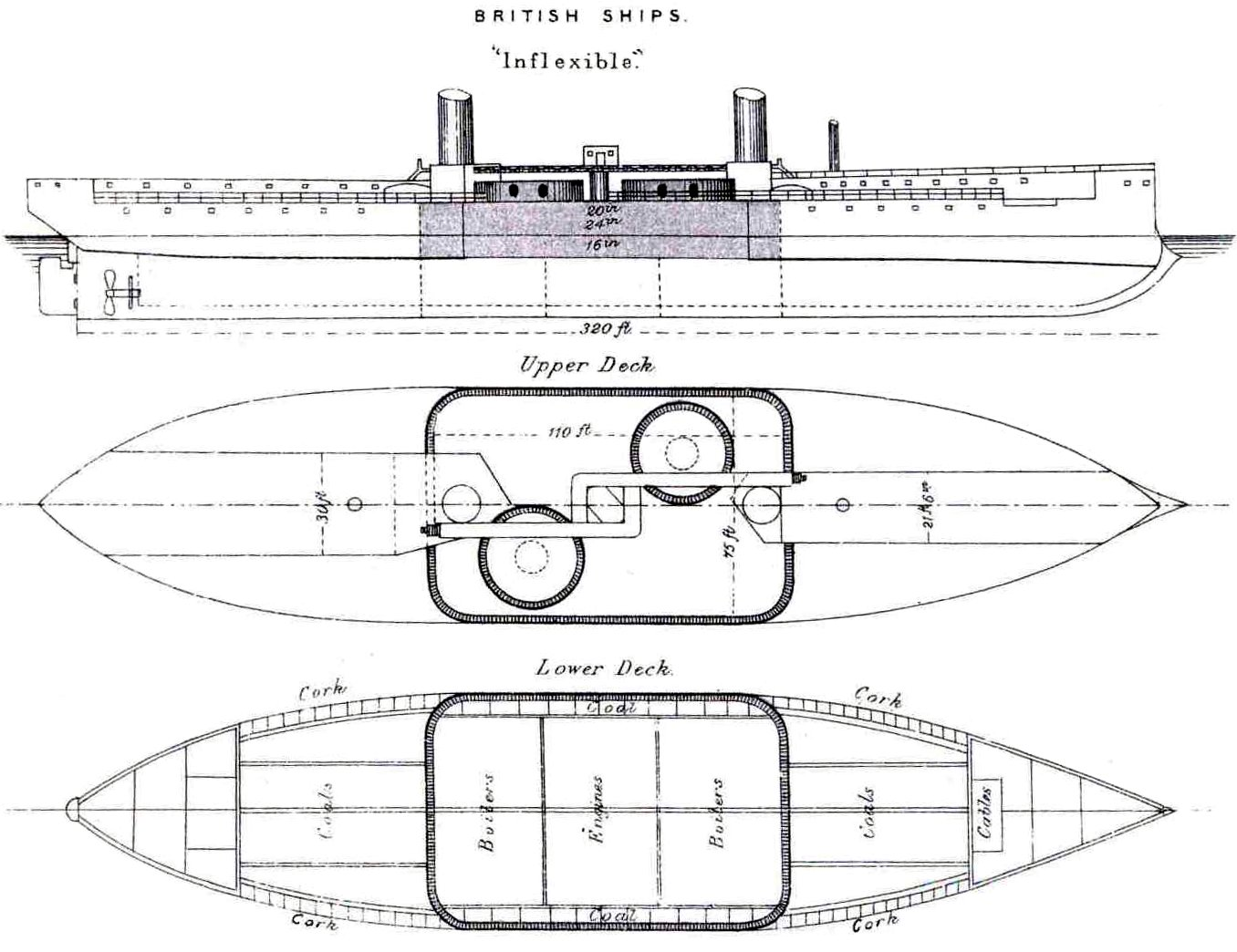
Бронювання панцерника HMS Inflexible, виконане за схемою «усе або нічого» Brasseýs Naval Annual (1888)

«Усе́ або нічо́го» (англ. All or nothing) — система бронювання бойових кораблів, переважно лінійних, відома також як американська система бронювання кораблів. Ідея системи полягає у створенні своєрідної броньованої цитаделі, яка утворювалась з броньового пояса і броньової палуби, що забезпечувала запас плавучості корабля і захищала його життєво важливі центри, такі як погріб боєприпасів та силову установку.

## Історична довідка
Конструкція броньового захисту спочатку була розроблена британським конструктором флоту Натаніелем Барнабі, однак вперше застосована на італійському панцернику «Caio Duilio», конструктора Бенедетто Бріна, закладеному у 1873-му і спущеному на воду 8 травня 1876-го. Першим британським проектом цього класу став броненосець HMS Inflexible, закладений у 1874-му і спущений на воду 27 квітня 1876-го.
На панцерниках першої половини XX століття, відродилась у проекті лінкорів флоту США типу «Невада» (USS Nevada та USS Oklahoma), спущених на воду у 1912-му. Подальшого розвитку до періоду Другої світової війни ця система набула у конструкції лінійних кораблів класу «Нельсон» (HMS Nelson та HMS Rodney), спущених на воду у 1925-му.

## Захист «Усе або нічого» в епоху панцерників

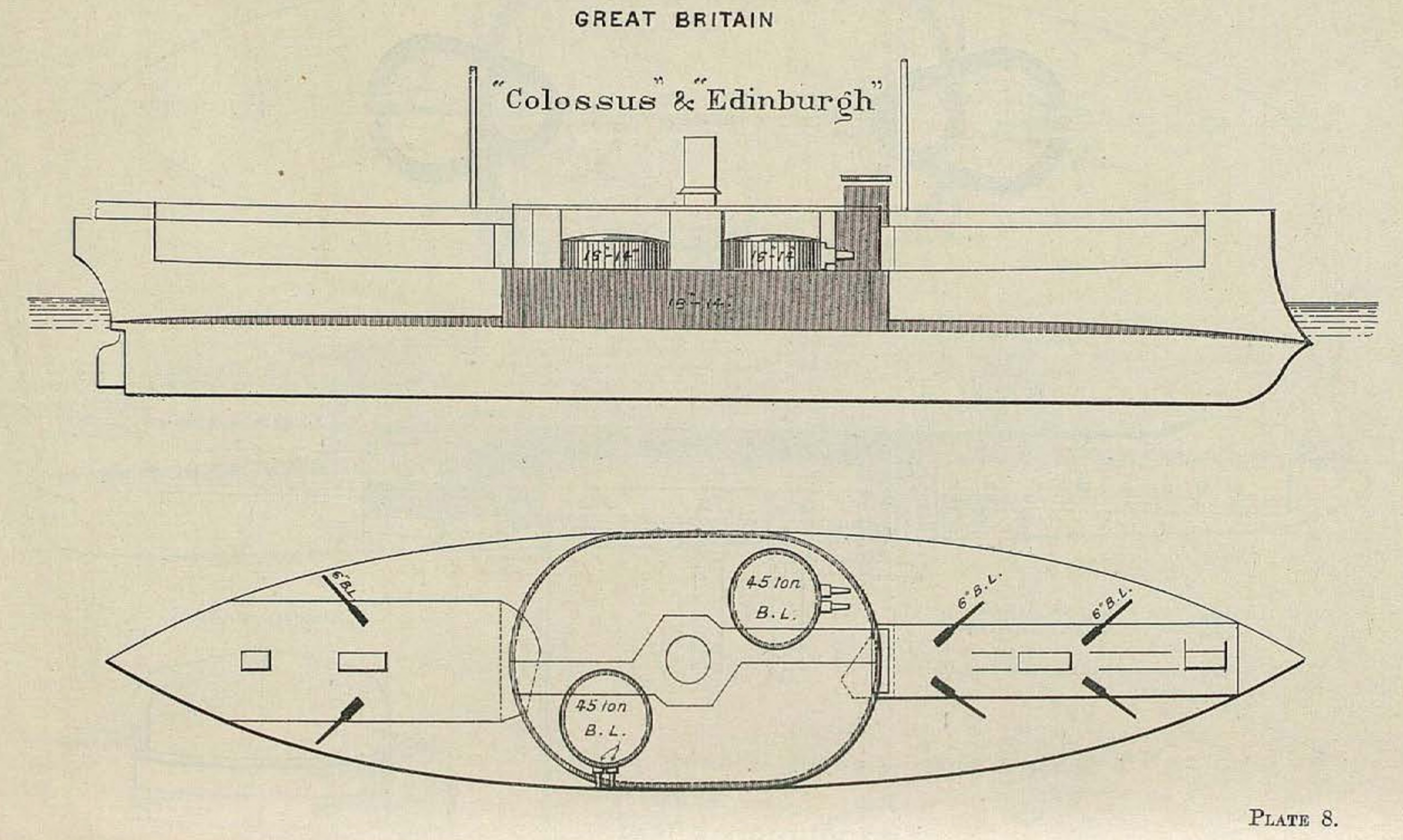
Бронювання панцерника типу «Colossus» (1882), виконане за схемою «усе або нічого»

Починаючи з 1871 року зростання потужності морських гармат, як наслідок покращення якості пороху та зростання калібру, значно перевищувало можливості броні чинити опір при влучанні снаряда. Протистояти гарматам-монстрам могли лише ті схеми захисту у яких вся маса виділена на броню, могла бути зосередженою лише на життєво важливих напрямах. Це привело до появи першої популяції кораблів захищених бронею за схемою «усе або нічого».
Наприкінці XIX століття основною ударною силою провідних флотів світу були ескадрені броненосці. Ці кораблі найчастіше мали на озброєнні чотири гармати калібру 280—330 мм й значну кількість 150—164 мм гармат. При цьому, через низьку скорострільність важких гармат, середньокаліберній артилерії відводилась значна роль. Вважалось, що дистанції майбутніх морських боїв будуть відносно невеликими і значна кількість середньокаліберних снарядів може завдати противнику суттєвих втрат. Тому проектанти панцерників прагнули захистити бронею максимальну площу, навіть за рахунок зменшення її товщини. Проти 150—164 мм снарядів цього вважалось достатнім. Однак розвиток систем управління вогнем привело до зростання очікуваних бойових дистанцій, а досвід російсько-японської війни ці сподівання підтвердив. При цьому виявилось, що серйозних втрат на великих дистанціях завдавали лише найважчі снаряди.

## Особливості американської системи бронювання

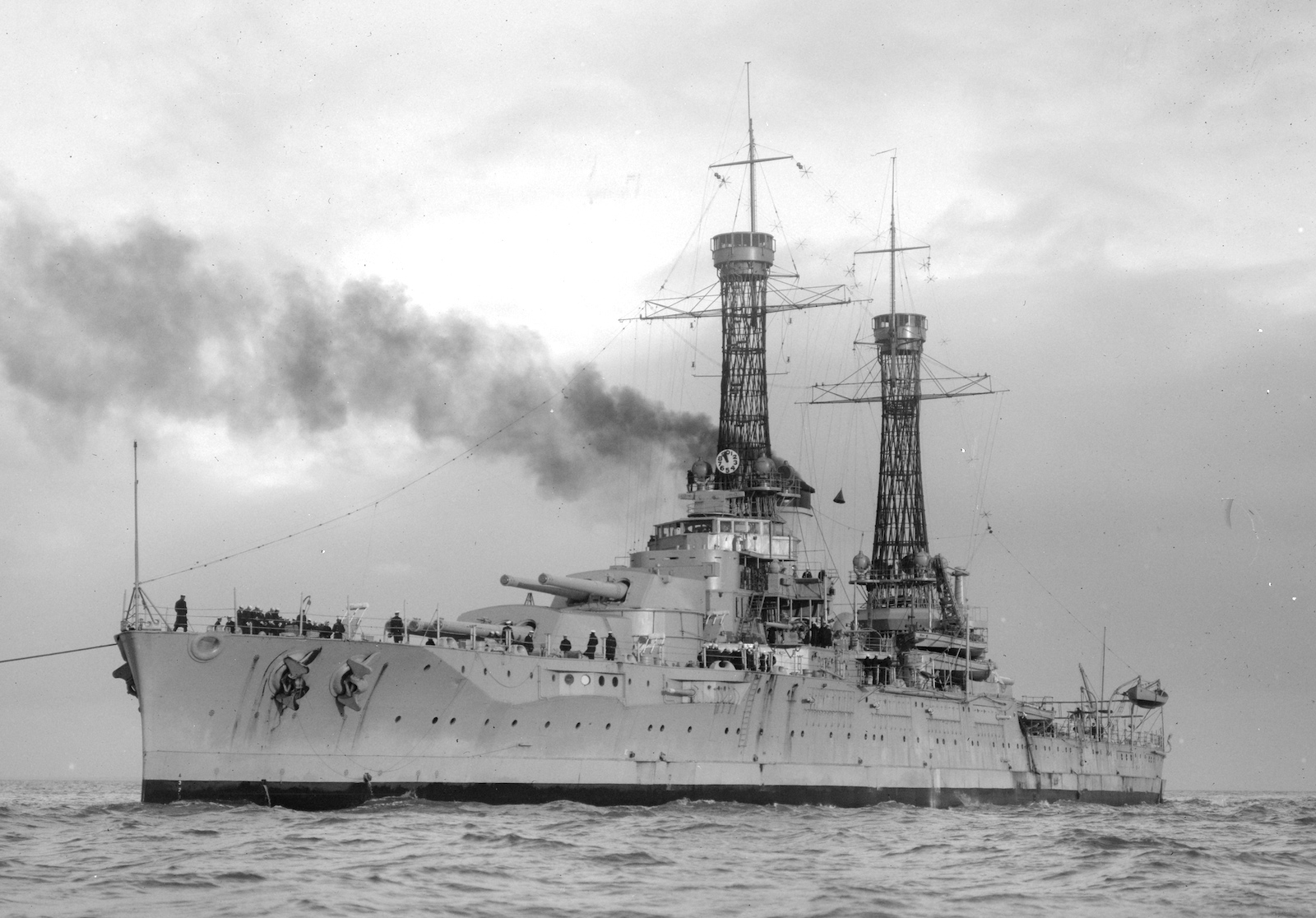
Лінкор USS Nevada (BB-36) — перший корабель, після тривалої перерви заброньований за системою «усе або нічого»

Проектувальники виходили з припущення, що бої дредноутів відбуватимуться на великих дистанціях, де важко очікувати великого числа влучень. В англо-німецькій системі бронювання, що застосовувалась до цього, проектувальники прагнули захистити максимально можливу площу борту бронею різної товщини, залежно від важливості ділянки, яка прикривається. Але при влучанні важких бронебійних снарядів, тонка броня не була серйозною перешкодою, однак забирала значну частку водотоннажності кораблів. Американська ідея передбачала прикриття лише найважливіших центрів, а також артилерії головного калібру і бойової рубки, але бронею максимально можливої товщини. Завдяки цьому лінкори, заброньовані за цією системою, ставали маловразливими для обстрілу з далеких дистанцій. Особлива увага у цій схемі приділялась захистові палуб, так як при веденні бою на великих дистанціях снаряди падали б на корабель по стрімкій траєкторії.
Американська система бронювання стала популярною для лінкорів збудованих у 1930-1940-их роках, але не знайшла застосування у німецьких, італійських та радянських кораблях цього класу. У ході реальних бойових дій Другої світової війни виявились її переваги та недоліки. Захищаючи артилерію, погреби та машини, вона залишала неприкритими носову і кормову частини, що приводило до їх затоплення і навіть втрати плавучості без пробиття броньового поясу та броньової палуби. Крім того, ця схема захисту робила лінкори досить вразливими для усіх калібрів фугасних снарядів на малих і середніх дистанціях бою.